# Метростанция „Марина рошча“
Метростанция „Марина рошча“ (на руски: Марьина роща) е станция на Московското метро. Разположена е в едноименния жилищен район.

## История
Архитекти: А. Л. Куренбаев, А. М. Шутов. Метростанцията е въведена в експлоатация на 19 юни 2010 г.
Подземна, дълбоко заложение, с централен перон, трикорабна (с централна зала и две странични), по типов проект. Централната зала има диаметър 9,5 метра, а страничните зали – по 8,5 метра. Пилоните са широки по 6,76 м, с проходи между тях по 3,75 метра.

## Архитектура
Има изходи на повърхността от двете страни на „Шерементиевската улица“, на ул. „Сушчовски вал“, на 1-вата пресечка на „Марина рошча“ и кинотеатър.
Облицована е по пилоните със светъл и тъмен мрамор. Тъмните полоси се сливат с цокъла, а светлите с корниза. По този начин се постига намаляване ефекта на масивност и дължина на пилоните. Пътните стени са облицовани с традиционен гранит и покрити с алуминиеви панели. По сводовете на централната и страничните зали има декоративни водозащитни панели от стъклопластик, оцветен в бяло, сливащ се с очертанията на сводовете.
Подът на станцията е застлан с тъмнозелен и бежов гранит, образоващхармонична рисунка, подчертаваща ритъма на пилоните и проходите. Стълбищата и изходите на повърхността са облицовани с термообработен гранит.